# Ziconotid
Ziconotid (Handelsname Prialt) ist ein cyclisches Peptid aus 25 Aminosäuren. Diese ursprünglich aus dem Gift der Kegelschneckenart Conus magus als ω-Conotoxin MVIIA isolierte Substanz wird synthetisch hergestellt als Arzneistoff zur Behandlung schwerer chronischer Schmerzen verwendet.

## Wirkungsmechanismus
Ziconotid ist ein N-Typ-Calciumkanalblocker (neuronal calcium channel blocker, NCCB). Es hemmt das Einströmen von Calcium in die primären nozizeptiven afferenten Nerven, die in den oberflächlichen Schichten des Hinterhorns des Rückenmarks enden. In der Folge wird die Freisetzung von Neurotransmittern gehemmt und die Schmerzleitung unterbunden.
Ziconotid wirkt ebenfalls neuroprotektiv.
Ziconotid weist keine Wirkung an Opioidrezeptoren auf und gehört somit zu den nicht-opioiden Analgetika.
Klinische Studien an ω-Conotoxin MVIIA haben ergeben, dass die Substanz ungefähr tausendmal stärker als Morphin wirkt, es jedoch keine Toleranzentwicklung gibt.

## Entwicklungsgeschichte
Ziconotid ist seit 2001 als Arzneimittel für seltene Leiden ausgewiesen und wurde 2005 als Prialt  unter „außergewöhnlichen Umständen“ für den europäischen Markt zugelassen. Es wird als möglicher Ersatz für Morphin diskutiert und wurde bei seiner Entdeckung als ein solcher angesehen. 2010 wurde allerdings aufgrund von mehreren Einzelfällen eine Erhöhung der Suizidgefahr diskutiert.

## Anwendung
Ziconotid wird arzneilich als Acetat verwendet und über eine Schmerzpumpe in die Gehirn-Rückenmarks-Flüssigkeit (intrathekal) infundiert.
Ziconotid lässt sich mit Opioiden, Lokalanästhetika und zentral wirkenden Relaxantien kombinieren.

## Nebenwirkungen
In klinischen Studien haben 89 % der Patienten Nebenwirkungen angegeben. Die Verträglichkeit ist dosisabhängig. Um das Auftreten von schweren unerwünschten Arzneimittelwirkungen zu beschränken, wird eine maximale Dosis von 21,6 μg/Tag empfohlen. Klinische Studien zeigten jedoch, dass Patienten, die diese Dosis über einen Zeitraum von 3 bis 4 Wochen vertragen, im Allgemeinen auch höhere Dosen bis zu 48 μg/Tag vertragen.
Sehr häufige Nebenwirkungen (traten bei mehr als 10 % der Behandelten auf):
- Verwirrtheit (25 %)
- Verschwommensehen (14 %)
- Übelkeit (30 %) und Erbrechen (11 %)
- Gangstörungen
- Schwäche (13 %)

Neben den bereits erwähnten Nebenwirkungen treten weitere psychiatrische und neurologische Nebenwirkungen häufig auf (1–10 %).
Bei Überdosierungen kommt es zu Stupor, Myoklonien und Blutdruckabfall. Die intrathekale Gabe bedingt die Gefahr für eine Entzündung der Hirn- und Rückenmarkshäute (Meningitis).

## Handelsnamen
Monopräparate
Prialt (D, A, CH)